# Bas-Mauco
Bas-Mauco (en gascon Mau Còrn Baish) est une commune du Sud-Ouest de la France, située dans le département des Landes (région Nouvelle-Aquitaine).

## Géographie

### Communes limitrophes
Les communes limitrophes sont  Aurice, Benquet, Haut-Mauco et Saint-Sever.
|        | Haut-Mauco  |         |
| Aurice | Bas-Mauco   | Benquet |
|        | Saint-Sever |         |

Représentations cartographiques de la commune
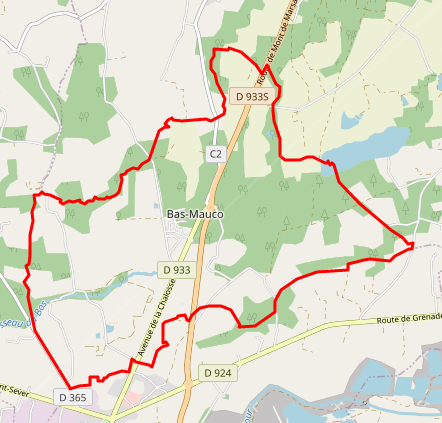
Carte OpenStreetMap.
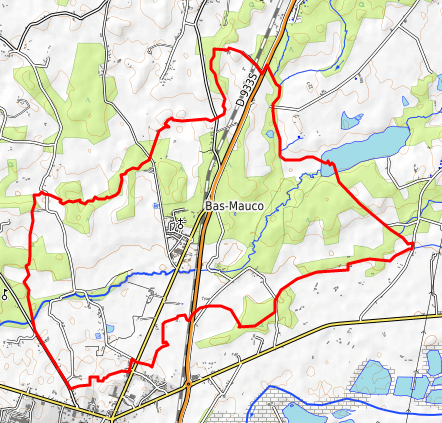
Carte topographique.

### Hydrographie
Situé dans le bassin versant de l'Adour, le territoire de la commune est traversé par le ruisseau de Saint-Jean, affluent droit de l'Adour, et par ses deux tributaires droit, les ruisseaux de Lagralote et de Lagourgue.

### Climat
Pour des articles plus généraux, voir Climat de la Nouvelle-Aquitaine et Climat des Landes.
Historiquement, la commune est exposée à un climat océanique aquitain.  
En 2020, Météo-France publie une typologie des climats de la France métropolitaine dans laquelle la commune est exposée à un climat océanique et est dans la région climatique Aquitaine, Gascogne, caractérisée par une pluviométrie abondante au printemps, modérée en automne, un faible ensoleillement au printemps, un été chaud (19,5 °C), des vents faibles, des brouillards fréquents en automne et en hiver et des orages fréquents en été (15 à 20 jours).
Pour la période 1971-2000, la température annuelle moyenne est de 13,1 °C, avec une amplitude thermique annuelle de 14,4 °C. Le cumul annuel moyen de précipitations est de 1 033 mm, avec 11,7 jours de précipitations en janvier et 7,3 jours en juillet. Pour la période 1991-2020, la température moyenne annuelle observée sur la station météorologique la plus proche, située sur la commune de Grenade-sur-l'Adour à 10 km à vol d'oiseau, est de 14,1 °C et le cumul annuel moyen de précipitations est de 1 009,5 mm,. Pour l'avenir, les paramètres climatiques de la commune estimés pour 2050 selon différents scénarios d'émission de gaz à effet de serre sont consultables sur un site dédié publié par Météo-France en novembre 2022.

## Urbanisme

### Typologie
Au 1er janvier 2024, Bas-Mauco est catégorisée commune rurale à habitat dispersé, selon la nouvelle grille communale de densité à sept niveaux définie par l'Insee en 2022.
Elle est située hors unité urbaine. Par ailleurs la commune fait partie de l'aire d'attraction de Mont-de-Marsan, dont elle est une commune de la couronne,. Cette aire, qui regroupe 101 communes, est catégorisée dans les aires de 50 000 à moins de 200 000 habitants,.

### Occupation des sols

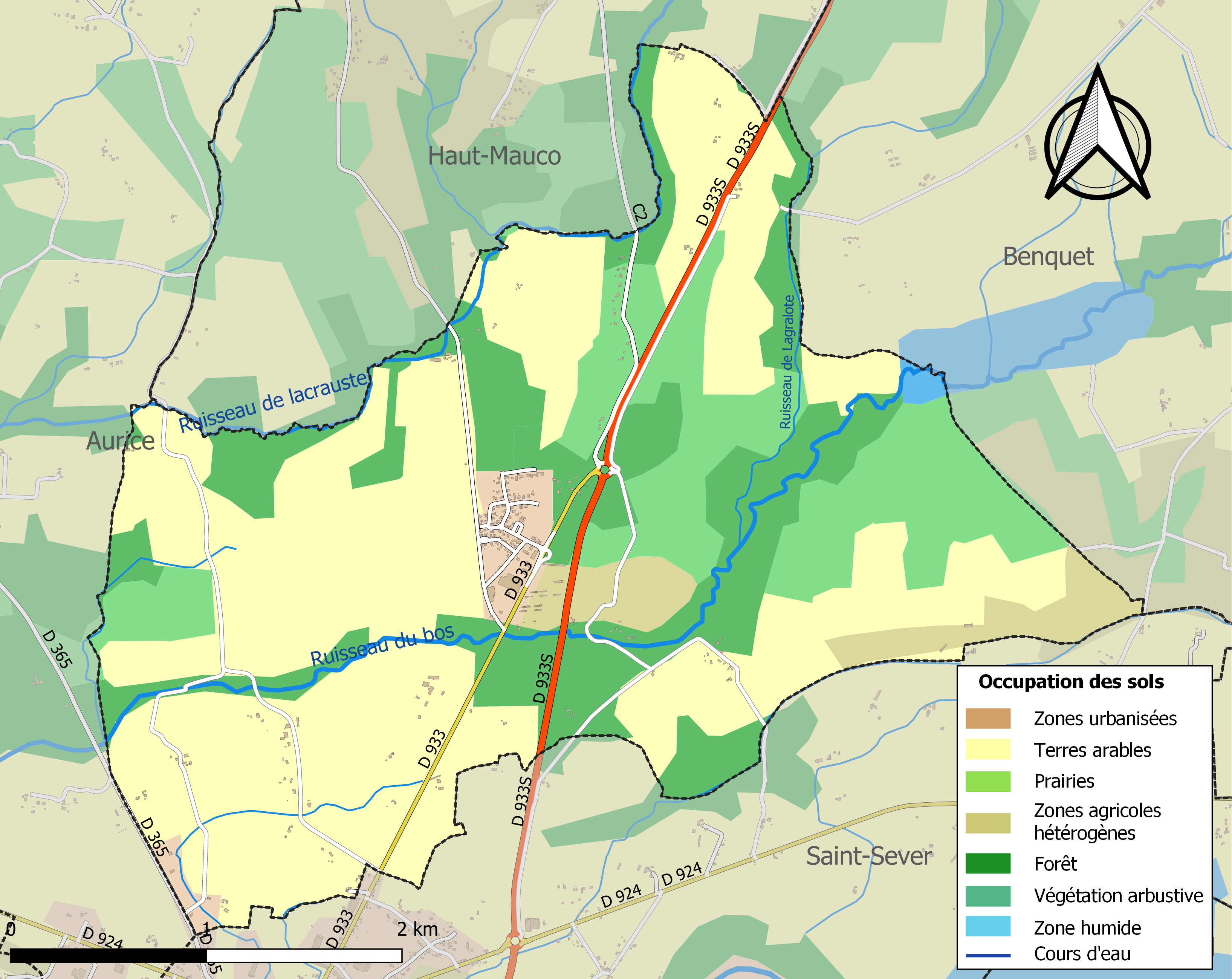
Carte des infrastructures et de l'occupation des sols de la commune en 2018 (CLC).

L'occupation des sols de la commune, telle qu'elle ressort de la base de données européenne d’occupation biophysique des sols Corine Land Cover (CLC), est marquée par l'importance des territoires agricoles (57,8 % en 2018), une proportion sensiblement équivalente à celle de 1990 (57,6 %). La répartition détaillée en 2018 est la suivante : terres arables (53,1 %), forêts (22,6 %), milieux à végétation arbustive et/ou herbacée (16,4 %), zones agricoles hétérogènes (4,7 %), zones urbanisées (2,2 %), zones industrielles ou commerciales et réseaux de communication (0,6 %), eaux continentales (0,4 %). L'évolution de l’occupation des sols de la commune et de ses infrastructures peut être observée sur les différentes représentations cartographiques du territoire : la carte de Cassini (XVIIIe siècle), la carte d'état-major (1820-1866) et les cartes ou photos aériennes de l'IGN pour la période actuelle (1950 à aujourd'hui).

### Voies de communication et transports

#### Voies
| 22 odonymes recensés à Bas-Mauco au 22 décembre 2013 | 22 odonymes recensés à Bas-Mauco au 22 décembre 2013 | 22 odonymes recensés à Bas-Mauco au 22 décembre 2013 | 22 odonymes recensés à Bas-Mauco au 22 décembre 2013 | 22 odonymes recensés à Bas-Mauco au 22 décembre 2013 | 22 odonymes recensés à Bas-Mauco au 22 décembre 2013 | 22 odonymes recensés à Bas-Mauco au 22 décembre 2013 | 22 odonymes recensés à Bas-Mauco au 22 décembre 2013 | 22 odonymes recensés à Bas-Mauco au 22 décembre 2013 | 22 odonymes recensés à Bas-Mauco au 22 décembre 2013 | 22 odonymes recensés à Bas-Mauco au 22 décembre 2013 | 22 odonymes recensés à Bas-Mauco au 22 décembre 2013 | 22 odonymes recensés à Bas-Mauco au 22 décembre 2013 | 22 odonymes recensés à Bas-Mauco au 22 décembre 2013 | 22 odonymes recensés à Bas-Mauco au 22 décembre 2013 | 22 odonymes recensés à Bas-Mauco au 22 décembre 2013 |
| Allée                                                | Avenue                                               | Chemin                                               | Cours                                                | Espace                                               | Impasse                                              | Montée                                               | Parc                                                 | Passage                                              | Place                                                | Pont                                                 | Route                                                | Rue                                                  | Ruelle                                               | Autres                                               | Total                                                |
| ---------------------------------------------------- | ---------------------------------------------------- | ---------------------------------------------------- | ---------------------------------------------------- | ---------------------------------------------------- | ---------------------------------------------------- | ---------------------------------------------------- | ---------------------------------------------------- | ---------------------------------------------------- | ---------------------------------------------------- | ---------------------------------------------------- | ---------------------------------------------------- | ---------------------------------------------------- | ---------------------------------------------------- | ---------------------------------------------------- | ---------------------------------------------------- |
| 1                                                    | 4                                                    | 0                                                    | 0                                                    | 0                                                    | 5                                                    | 0                                                    | 0                                                    | 0                                                    | 2                                                    | 0                                                    | 8                                                    | 2                                                    | 0                                                    | 0                                                    | 22                                                   |
| Notes « N »                                          | Notes « N »                                          | 1. 2. 3. 4. 5.                                       | 1. 2. 3. 4. 5.                                       | 1. 2. 3. 4. 5.                                       | 1. 2. 3. 4. 5.                                       | 1. 2. 3. 4. 5.                                       | 1. 2. 3. 4. 5.                                       | 1. 2. 3. 4. 5.                                       | 1. 2. 3. 4. 5.                                       | 1. 2. 3. 4. 5.                                       | 1. 2. 3. 4. 5.                                       | 1. 2. 3. 4. 5.                                       | 1. 2. 3. 4. 5.                                       | 1. 2. 3. 4. 5.                                       | 1. 2. 3. 4. 5.                                       |
| Sources : rue-ville.info & OpenStreetMap             |                                                      |                                                      |                                                      |                                                      |                                                      |                                                      |                                                      |                                                      |                                                      |                                                      |                                                      |                                                      |                                                      |                                                      |                                                      |

### Risques majeurs
Le territoire de la commune de Bas-Mauco est vulnérable à différents aléas naturels : météorologiques (tempête, orage, neige, grand froid, canicule ou sécheresse), feux de forêts, mouvements de terrains et séisme (sismicité faible). Il est également exposé à un risque technologique,  le transport de matières dangereuses. Un site publié par le BRGM permet d'évaluer simplement et rapidement les risques d'un bien localisé soit par son adresse soit par le numéro de sa parcelle.

#### Risques naturels
Bas-Mauco est exposée au risque de feu de forêt. Depuis le 20 avril 2016, les départements de la Gironde, des Landes et de Lot-et-Garonne disposent d’un règlement interdépartemental de protection de la forêt contre les incendies. Ce règlement vise à mieux prévenir les incendies de forêt, à faciliter les interventions des services et à limiter les conséquences, que ce soit par le débroussaillement, la limitation de l’apport du feu ou la réglementation des activités en forêt. Il définit en particulier cinq niveaux de vigilance croissants auxquels sont associés différentes mesures,.
Les mouvements de terrains susceptibles de se produire sur la commune sont des tassements différentiels.

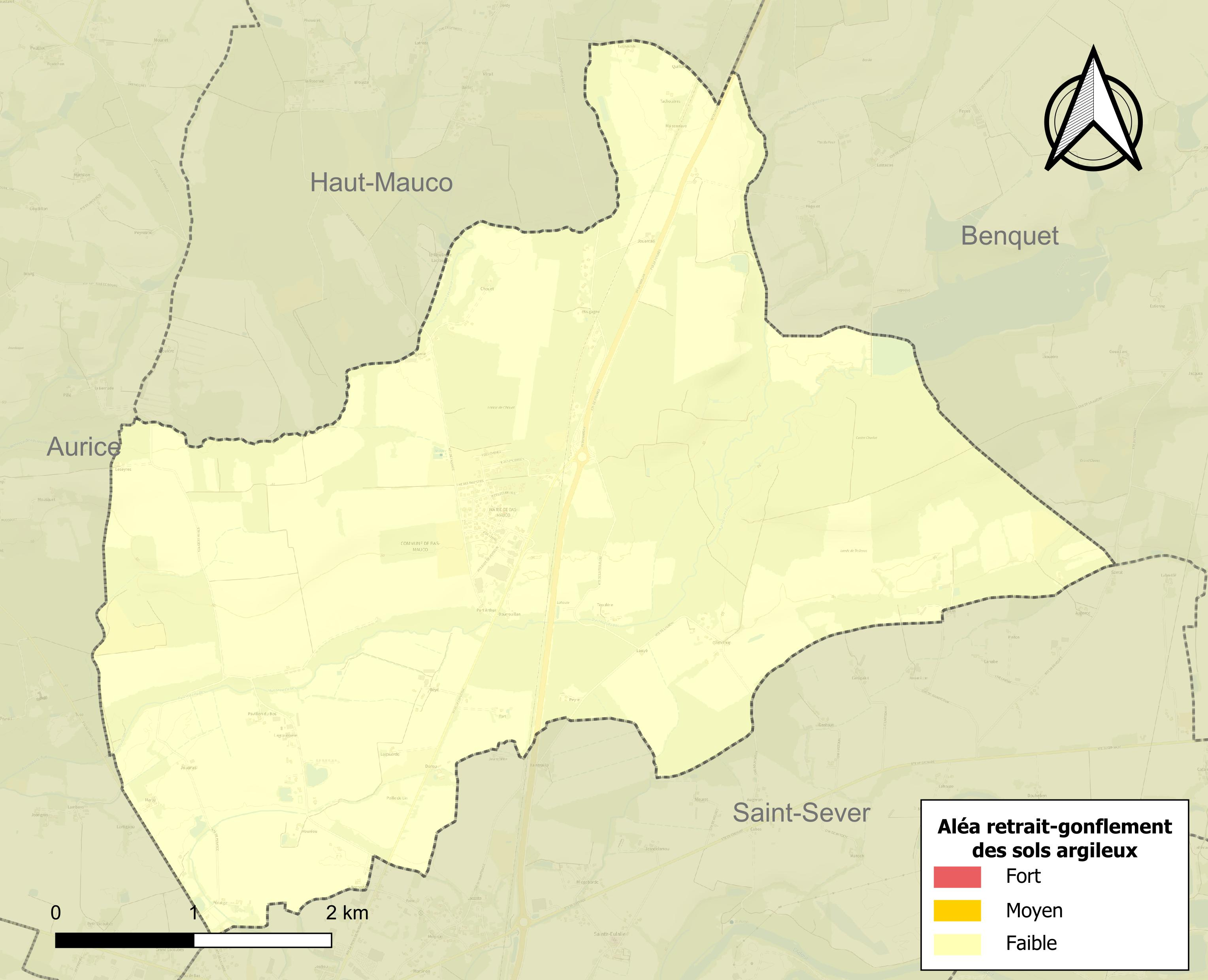
Carte des zones d'aléa retrait-gonflement des sols argileux de Bas-Mauco.

Le retrait-gonflement des sols argileux est susceptible d'engendrer des dommages importants aux bâtiments en cas d’alternance de périodes de sécheresse et de pluie. Aucune partie du territoire de la commune n'est en aléa moyen ou fort (19,2 % au niveau départemental et 48,5 % au niveau national). Sur les 158 bâtiments dénombrés sur la commune en 2019,  aucun n'est en aléa moyen ou fort, à comparer aux 17 % au niveau départemental et 54 % au niveau national. Une cartographie de l'exposition du territoire national au retrait gonflement des sols argileux est disponible sur le site du BRGM,.
La commune a été reconnue en état de catastrophe naturelle au titre des dommages causés par les inondations et coulées de boue survenues en 1999, 2009 et 2020 et par des mouvements de terrain en 1999

#### Risques technologiques
Le risque de transport de matières dangereuses sur la commune est lié à sa traversée par une ou des infrastructures routières ou ferroviaires importantes ou la présence d'une canalisation de transport d'hydrocarbures. Un accident se produisant sur de telles infrastructures est susceptible d’avoir des effets graves sur les biens, les personnes ou l'environnement, selon la nature du matériau transporté. Des dispositions d’urbanisme peuvent être préconisées en conséquence.

## Toponymie
Mau còrn désigne un « mauvais coin » ou « mauvais endroit ». C'est l'attraction du mot gascon còr (« cœur ») qui a dû influencer la prononciation. Ce nom médiéval est lié très probablement à un lieu à défricher.

## Politique et administration
| Période                                  | Période   | Identité           | Étiquette | Qualité               |
| ---------------------------------------- | --------- | ------------------ | --------- | --------------------- |
| Les données manquantes sont à compléter. |           |                    |           |                       |
|                                          |           |                    |           |                       |
| mars 1983                                | mars 2001 | Auguste Feugas     |           | Industriel            |
| mars 2001                                | mars 2008 | Claude Guibert     |           | Retraité              |
| mars 2008                                | mai 2020  | Roselyne Lacouture | DVD       | Attachée territoriale |
| mai 2020                                 | En cours  | Séverine Hinx      |           |                       |

## Démographie
L'évolution du nombre d'habitants est connue à travers les recensements de la population effectués dans la commune depuis 1793. Pour les communes de moins de 10 000 habitants, une enquête de recensement portant sur toute la population est réalisée tous les cinq ans, les populations de référence des années intermédiaires étant quant à elles estimées par interpolation ou extrapolation. Pour la commune, le premier recensement exhaustif entrant dans le cadre du nouveau dispositif a été réalisé en 2006.

En 2022, la commune comptait 402 habitants, en évolution de +11,05 % par rapport à 2016 (Landes : +5,78 %, France hors Mayotte : +2,11 %).
| 1793 | 1800 | 1806 | 1821 | 1831 | 1836 | 1841 | 1846 | 1851 |
| ---- | ---- | ---- | ---- | ---- | ---- | ---- | ---- | ---- |
| 225  | 212  | 223  | 198  | 245  | 223  | 202  | 222  | 208  |

| 1856 | 1861 | 1866 | 1872 | 1876 | 1881 | 1886 | 1891 | 1896 |
| ---- | ---- | ---- | ---- | ---- | ---- | ---- | ---- | ---- |
| 219  | 201  | 218  | 220  | 213  | 194  | 190  | 185  | 209  |

| 1901 | 1906 | 1911 | 1921 | 1926 | 1931 | 1936 | 1946 | 1954 |
| ---- | ---- | ---- | ---- | ---- | ---- | ---- | ---- | ---- |
| 215  | 276  | 185  | 167  | 169  | 148  | 140  | 140  | 134  |

| 1962 | 1968 | 1975 | 1982 | 1990 | 1999 | 2006 | 2011 | 2016 |
| ---- | ---- | ---- | ---- | ---- | ---- | ---- | ---- | ---- |
| 151  | 116  | 129  | 160  | 242  | 277  | 303  | 331  | 362  |

| 2021 | 2022 | - | - | - | - | - | - | - |
| ---- | ---- | - | - | - | - | - | - | - |
| 388  | 402  | - | - | - | - | - | - | - |

## Culture locale et patrimoine

### Édifices et sites
La commune ne possède pas d'église : le culte est ponctuellement célébré dans une salle polyvalente,.